# リチャード・ウィンフィールド (第5代ポーズコート子爵)
第5代ポーズコート子爵リチャード・ウィンフィールド（Richard Wingfield, 5th Viscount Powerscourt、1790年9月11日 – 1823年8月9日）は、イギリスの政治家、アイルランド貴族。アイルランド貴族代表議員を務めた。

## 生涯
第4代ポーズコート子爵リチャード・ウィンフィールドと1人目の妻キャサリン（1770年10月7日 – 1793年2月17日、初代クランウィリアム伯爵ジョン・ミードの娘）の息子として、1790年9月11日に生まれた。1809年7月19日に父が死去すると、ポーズコート子爵位を継承した。
1821年にアイルランド貴族代表議員に選出され、1823年に死去するまで務めた。
1823年8月9日にロンドン近郊で死去、22日にポーズコートで埋葬された。息子リチャードが爵位を継承した。

## 家族
1813年2月6日、フランシス・セオドシア・ジョスリン（Frances Theodosia Jocelyn、1795年8月10日 – 1820年5月10日、第2代ローデン伯爵ロバート・ジョスリンの娘）と結婚、1男1女をもうけた。
- リチャード（1815年1月18日 – 1844年8月11日） - 第6代ポーズコート子爵[1]
- キャサリン（1817年2月19日 – 1845年12月25日） - 1835年12月21日、アンドルー・ゴドフリー・ステュアート閣下（Hon. Andrew Godfrey Stuart、第2代キャッスル・ステュアート伯爵ロバート・ステュアートの四男）と結婚、子供あり[3][2]

1822年6月29日、セオドシア・ハワード（1836年12月31日没、ヒュー・ハワード閣下の娘）と再婚した。2人の間に子供はいなかった。